# Forteresse Bourdzi
La forteresse Bourdzi (en grec moderne : Μπούρτζι) est un fort militaire construit au milieu de la rade de Nauplie en Grèce. Le nom vient du turc burc venant lui-même de l'arabe bordj, « fortin ».

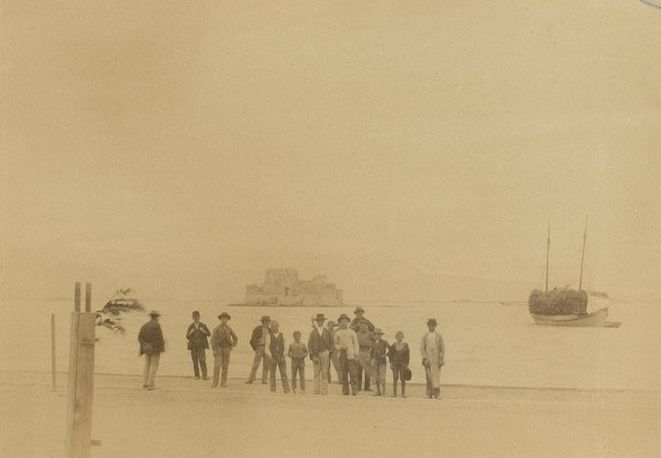
Vue de la forteresse, en 1892.

Les Vénitiens terminèrent sa fortification en 1473 pour protéger la ville des pirates des Cyclades et des invasions venues de la mer. Les Grecs la prirent aux Ottomans le 18 juin 1822 avant d'assiéger la ville. Jusqu'en 1865, elle servit de forteresse, puis de prison jusqu'en 1930 avant d'être convertie en hôtel jusqu'en 1970. Depuis, elle est avant tout un monument historique et une attraction touristique qui accueille occasionnellement un festival musical.